# پیتر برت
پیتر برت (انگلیسی: Peter V. Brett؛ زادهٔ ۸ فوریهٔ ۱۹۷۳) یک نویسنده، پدیدآور، و رمان‌نویس اهل زیمبابوه است.